# Wollinghuizen
Wollinghuizen (Gronings:Wolnghoezen) is een esgehucht in de gemeente Westerwolde in de provincie Groningen.
Het gehucht ligt aan de oude weg van Vlagtwedde naar Sellingen, op een zandhoogte ten zuiden van een voormalige rivierarm (strang) van de Ruiten Aa, tussen deze rivier en het Ruiten-Aa-kanaal. In het Ruiten-Aa-kanaal bevindt zich ter hoogte van het dorp de Wollinghuizersluis.
Binnen de vroegere marke liggen twee gehuchten: Plaggenborg (voor het eerst genoemd in de 17e eeuw) en Wollingboermarke (vanaf 1886).

## Geschiedenis

### Naam
De plaats wordt voor het eerst genoemd in 1474 in de leenbrief van het  klooster Corvey aan Egge (II) Addinga. De naam is waarschijnlijk afgeleid van de geslachtsnaam Walinga of Walenga.

### De marke
De plaats had vanaf de 13e eeuw een eigen marke, die toen gedeeld werd door 6 erven en afgezien van een aantal essen rond het dorp vooral bestond uit hoogveen met verder wat zandheide en een aantal hooilanden langs de Aa en mogelijk vanaf de 16e eeuw ook een aantal hooilanden tussen het zandheide- en het hoogveengebied in: de Wollinghuizer Vennen. In 1653 werd een deel hiervan afgesplitst voor de nieuwe marke van Bourtange. In 1829 stonden er 13 huizen in het gehucht. Dit waren vooral verspreid gelegen boerderijen, die door zandpaden met elkaar en de buitenwereld waren verbonden. 
De marke werd ondertussen langzamerhand verdeeld: in 1794 een stukje, in 1825 een deel en de rest in 1879. Door het gebied werden vervolgens een aantal zandwegen aangelegd voor de ontginning. Van deze wegen bestaan alleen de Achterweg, Hogebrugweg en Wollingboerweg tegenwoordig nog.

### Ontginning
De ontginning zelf startte pas in de jaren 1920 na de aanleg van het Ruiten-Aa-kanaal. Eerst wilde een Indiëganger het kopen, maar nadat de koop niet doorging wist Jan Buiskool het voor een lagere prijs te kopen voor de gemeente Vlagtwedde, deels doordat hij de grote eigenaren (die niet voor deze lagere prijs wilden verkopen) dreigde met een spoedigeonteigeningsprocedure. Buiskool voegde het toe aan de gronden van de N.V. Ontginningsmaatschappij De Vereenigde Groninger Gemeenten om de gronden door middel van werkverschaffing te ontginnen.
In 1922 werd de eerste verharde weg aangelegd: de Wollinghuizerweg. Tussen 1912 en 1948 stopte ook de stoomtram Ol' Graitje (Winschoten - Ter Apel) bij het gehucht: onder andere om hier water in te nemen bij het toenmalige pomphuis, dat in 2011 op schaal werd nagebouwd.
Op de ontgonnen gronden werden boerderijen gebouwd aan de Burgemeester Buiskoolweg langs het Moddermansdiep. In Wollinghuizen zelf bleef de oude structuur met verspreid gelegen boerderijen bewaard. In de 20e eeuw zijn hier nauwelijks nieuwe huizen gebouwd.

### Ruilverkaveling en natuurontwikkeling
Tussen 1963 en 1976 werd de ruilverkaveling Vlagtwedder Essen doorgevoerd, waarbij het landschap nogmaals over de kop ging: de bestaande beek de Renne werd gedempt, de Ruiten Aa gekanaliseerd, de bestaande zandwegen werden vervangen door de kaarsrechte Achterweg, houtwallen werden verwijderd en de percelen werden vergroot. Alleen een aantal gebieden nabij de Ruiten Aa bleef bewaard. Hier werd later natuurontwikkeling doorgevoerd in het kader van het natuurnetwerk Nederland.

## Geboren
- Jan Gerard Legro (1876-1967), burgemeester